# Temoporfin
Temoporfin (INN) là một chất nhạy quang (dựa trên chlorin) được sử dụng trong liệu pháp quang động để điều trị ung thư biểu mô tế bào vảy ở đầu và cổ . Nó được bán trên thị trường Liên minh châu Âu dưới tên thương hiệu Foscan. Cơ quan Quản lý Thực phẩm và Dược phẩm Hoa Kỳ (FDA) đã từ chối phê duyệt Foscan vào năm 2000. EU đã phê duyệt việc sử dụng vào tháng 6 năm 2001.
Kết quả tốt đã thu được ở 21 trên 35 bệnh nhân được điều trị tại Đức.
Nó được quang hóa ở bước sóng 652 nm  tức là bằng ánh sáng đỏ.
Bệnh nhân có thể vẫn còn nhạy cảm trong vài tuần sau khi điều trị.